# Enrico I di Champagne
Enrico di Blois-Champagne, detto il Liberale (dicembre 1126 – Troyes, 17 marzo 1181), fu conte di Champagne (conte di Troyes e conte di Meaux) e di Brie dal 1152 fino alla sua morte.

## Origine
Sia secondo Guglielmo arcivescovo di Tiro, nell'odierno Libano, che secondo la Chronica Albrici Monachi Trium Fontium Enrico era il figlio primogenito del conte di Blois, di Chartres e di Châteaudun, Provins, signore di Sancerre e Amboise (Tebaldo IV), e poi conte di Conte di Champagne (conte di Troyes e conte di Meaux Tebaldo II), Tebaldo e della moglie, che sempre secondo la Chronica Albrici Monachi Trium Fontium era Matilde di Carinzia ( ca. 1106; † 1160) del Casato degli Sponheim, figlia del Margravio d'Istria, duca di Carinzia e reggente della Marca di Verona, Enghelberto e di Uta di Passavia.
Secondo il monaco e cronista inglese, Orderico Vitale, Tebaldo II di Champagne era il figlio maschio secondogenito del conte di Blois, di Chartres, di Châteaudun, di Tours, di Provins, di Sancerre e di Meaux, Stefano II, e di Adele d'Inghilterra (circa 1062 - 1137), che, sia secondo il monaco e cronista normanno Guglielmo di Jumièges, autore della sua Historiæ Normannorum Scriptores Antiqui, che secondo il cronista e monaco benedettino dell'abbazia di Malmesbury, nel Wiltshire (Wessex), Guglielmo di Malmesbury e Orderico Vitale, e ancora il cronista e monaco benedettino inglese, Matteo di Parigi, era figlia del duca di Normandia e re d'Inghilterra, Guglielmo il Conquistatore, e di Matilde delle Fiandre (1032 - 1083), che, secondo la Genealogica Comitum Flandriæ Bertiniana, era figlia di Baldovino V, conte delle Fiandre, e della sorella del re di Francia, Enrico I, Adele di Francia, che secondo la Genealogiæ Scriptoris Fusniacensis era figlia del re di Francia, Roberto II, detto il Pio.
Un suo zio, Stefano di Blois, fu re d'Inghilterra, dal 1135 al 1154, mentre un altro zio Enrico di Blois fu vescovo di Winchester dal 1129 e legato papale per l'Inghilterra dal 1138; una sorella era regina di Francia, Adèle di Champagne (moglie di Luigi VII), e i tre fratelli erano, rispettivamente conte di Blois (Tebaldo), vescovo di Chartres, arcivescovo di Sens e di Reims, cardinale e legato papale (Guglielmo) e signore di Sancerre (Stefano).

## Biografia
Enrico viene citato nel documento n° 77, datato 1139, delle Chartes de Montiérender, Collection des principaux cartularies du diocèse de Troyes Tome IV (Paris, Troyes) ("Montiérender"), in cui suo padre, Tebaldo, fece una donazione all'abbazia di Montiérender, assieme alla moglie, Matilde, e a Enrico. 
Nel 1147, secondo lo storico britannico, noto medievalista e bizantinista, Steven Runciman, nel suo A History of the Crusades: Volume 2, The Kingdom of Jerusalem and the Frankish East (non consultato), Enrico partì per la Terra santa, al seguito di Luigi VII di Francia, per andare a combattere nella Seconda crociata, che si concluse con lo scacco subito a Damasco, nel 1148, rientrando in patria nel 1149.
Suo padre, Tebaldo morì, nel 1152: gli Obituaires de Sens Tome II, Eglise cathédrale de Chartres, Obituaire du xii siècle confermano che Tebaldo (Teobaldus comes palatinus) morì il 10 gennaio (Jan IIII Idus) e che il figlio, Tebaldo conte di Blois e siniscalco di Francia, con la madre, Matilde, fece una donazione a suffragio della sua anima, mentre la Chronica Albrici Monachi Trium Fontium riporta che Tebaldo (comes Campanie Theobaldus) morì il 12 gennaio (6. Idus Januarii) e fu tumulato presso Lagny (apud Latinicacum), lasciando le sue contee ai due figli maggiori: a Enrico, le contee di Champagne e Brie e a Tebaldo, le contee di Blois e Chartres, e al terzogenito, Stefano, la signoria di Sancerre.
Nel 1154, Enrico fece una donazione all'abbazia di Mores in suffragio dell'anima del padre.
Enrico, seguendo la politica paterna degli ultimi anni fu fedele a Luigi VII, che lo tenne in grande considerazione e lo prescelse come suo principale negoziatore nella contrapposizione di due papi: Papa Alessandro III, che aveva l'appoggio di Luigi VII ed Enrico II d'Inghilterra, contrapposto a Vittore IV, sostenuto dall'imperatore germanico, Federico Barbarossa; il negoziato prevedeva un incontro, in terreno neutro, tra Luigi VII, accompagnato da Alessandro III, e Federico, accompagnato da Vittore IV; dopo due tentativi di incontro falliti, nel 1162, il negoziato si risolse con un nulla di fatto.e la cristianità continuò ad avere due papi.
La Champagne era, com'è oggi, una regione ricca che prosperò sotto la guida di Enrico che la fece diventare un importante centro finanziario e culturale. Nel 1179, Enrico concesse alla città di Meaux di costituirsi in comune, pur continuando a prestare giuramento di fedeltà e pagare un contributo annuo al conte di Champagne.
Nel 1179 nel corso di un viaggio per Gerusalemme, assieme a Filippo I di Fiandra, venne catturato dai turchi e rilasciato solo dietro il pagamento di un riscatto che venne versato. Il viaggio in Terra santa viene confermato dalla Chronica Albrici Monachi Trium Fontium, che riporta che Enrico (comes Henricus Trecensis), nel 1181, era da poco rientrato dalla Palestina (a transmarinis partibus reversus).
In quel periodo, assieme ai fratelli, Tebaldo, conte di Blois e Chartres, ultimo siniscalco di Francia, Stefano, conte di Sancerre e Guglielmo, vescovo di Chartres, arcivescovo di Sens e di Reims, cardinale e legato papale, assistettero il loro nipote, Filippo Augusto, re di Francia dal settembre 1180.
Enrico, come viene confermato dalla Chronica Albrici Monachi Trium Fontium, morì nel 1181, poco dopo essere ritornato nella sua contea, che fu retta dalla moglie, Maria, in attesa che i figli, Enrico e Tebaldo divenissero maggiorenni e fu tumulato a Troyes, nella chiesa di Santo Stefano, dove sarà raggiunto dal figlio Tebaldo. I necrologi dell'abbazia di Mores, riportano la morte di Enrico (comes Henricus Trecensis) il 17 marzo (XVI° Kalendas Aprilis). La Chronique de Robert de Torigni, abbé du Mont-Saint-Michel, tome II riporta la morte di Enrico (Henricus comes Trecensis) nel 1182, succeduto dal figlio Enrico (Henricus filius eius natus ex filia Ludovici regis Francorum); infine gli Obituaires de Sens Tome II, Eglise cathédrale de Chartres, Obituaire du XII siècle confermano che Enrico (Henrici comitis Trecensi) morì il 17 marzo (XVI Kal Apr) del 1181.

## Matrimonio e discendenza
Nel 1164 Enrico, sia secondo il cronista e monaco benedettino inglese, Matteo di Parigi, che ancora secondo la Chronica Albrici Monachi Trium Fontium, aveva sposato Maria di Francia, figlia di Luigi VII, re di Francia, e della duchessa d'Aquitania e Guascogna e contessa di Poitiers, Eleonora d'Aquitania.
Enrico da Maria ebbe quattro figli:
- Enrico (1166-1197), conte di Champagne[4], poi re di Gerusalemme;
- Maria[2] (1174-1204), sposa di Baldovino I di Costantinopoli[26];
- Tebaldo (1179 † 1201), conte di Champagne[4];
- Scolastica († 1219), sposata al Conte di Mâcon e di Vienne, Guglielmo V[26].

## Ascendenza
|                         |                        |                                   | Genitori               |  |  | Nonni |  |  | Bisnonni             |  |  | Trisnonni          |  |
|                         |                        |                                   |                        |  |  |       |  |  | Tebaldo III di Blois |  |  | Oddone II di Blois |  |
|                         |                        |                                   |                        |  |  |       |  |  | Tebaldo III di Blois |  |  | Oddone II di Blois |  |
|                         |                        | Ermengarda d'Alvernia             |                        |  |  |       |  |  | Tebaldo III di Blois |  |  |                    |  |
| Stefano II di Blois     |                        |                                   |                        |  |  |       |  |  | Tebaldo III di Blois |  |  |                    |  |
|                         |                        | Gersenda del Maine                | Eriberto I del Maine   |  |  |       |  |  |                      |  |  |                    |  |
|                         |                        | Gersenda del Maine                | Eriberto I del Maine   |  |  |       |  |  |                      |  |  |                    |  |
|                         |                        | Gersenda del Maine                | ?                      |  |  |       |  |  |                      |  |  |                    |  |
| Tebaldo II di Champagne |                        | Gersenda del Maine                |                        |  |  |       |  |  |                      |  |  |                    |  |
|                         |                        | Guglielmo I d'Inghilterra         | Roberto I di Normandia |  |  |       |  |  |                      |  |  |                    |  |
|                         |                        | Guglielmo I d'Inghilterra         | Roberto I di Normandia |  |  |       |  |  |                      |  |  |                    |  |
|                         |                        | Guglielmo I d'Inghilterra         | Herleva                |  |  |       |  |  |                      |  |  |                    |  |
| Adele d'Inghilterra     |                        | Guglielmo I d'Inghilterra         |                        |  |  |       |  |  |                      |  |  |                    |  |
|                         |                        | Matilde di Fiandra                | Baldovino V di Fiandra |  |  |       |  |  |                      |  |  |                    |  |
|                         |                        | Matilde di Fiandra                | Baldovino V di Fiandra |  |  |       |  |  |                      |  |  |                    |  |
|                         |                        | Matilde di Fiandra                | Adele di Francia       |  |  |       |  |  |                      |  |  |                    |  |
| Enrico I di Champagne   |                        | Matilde di Fiandra                |                        |  |  |       |  |  |                      |  |  |                    |  |
|                         | Enghelberto I d'Istria | Sigfrido I di Sponheim            |                        |  |  |       |  |  |                      |  |  |                    |  |
|                         | Enghelberto I d'Istria | Sigfrido I di Sponheim            |                        |  |  |       |  |  |                      |  |  |                    |  |
|                         | Enghelberto I d'Istria | Riccarda di Lavant                |                        |  |  |       |  |  |                      |  |  |                    |  |
| Enghelberto II d'Istria | Enghelberto I d'Istria |                                   |                        |  |  |       |  |  |                      |  |  |                    |  |
|                         |                        | Edvige                            |                        |  |  |       |  |  |                      |  |  |                    |  |
|                         |                        |                                   |                        |  |  |       |  |  |                      |  |  |                    |  |
|                         |                        |                                   |                        |  |  |       |  |  |                      |  |  |                    |  |
| Matilde di Carinzia     |                        |                                   |                        |  |  |       |  |  |                      |  |  |                    |  |
|                         |                        | Ulrico di Passau                  | Rapoto di Cham         |  |  |       |  |  |                      |  |  |                    |  |
|                         |                        | Ulrico di Passau                  | Rapoto di Cham         |  |  |       |  |  |                      |  |  |                    |  |
|                         |                        | Ulrico di Passau                  | Matilde                |  |  |       |  |  |                      |  |  |                    |  |
| Uta di Passau           |                        | Ulrico di Passau                  |                        |  |  |       |  |  |                      |  |  |                    |  |
|                         |                        | Adelaide di Megling-Frontenhausen | Kuno di Lechsgemünd    |  |  |       |  |  |                      |  |  |                    |  |
|                         |                        | Adelaide di Megling-Frontenhausen | Kuno di Lechsgemünd    |  |  |       |  |  |                      |  |  |                    |  |
|                         |                        | Adelaide di Megling-Frontenhausen | Mechtild di Horburg    |  |  |       |  |  |                      |  |  |                    |  |
|                         |                        | Adelaide di Megling-Frontenhausen |                        |  |  |       |  |  |                      |  |  |                    |  |

### Fonti primarie
- (LA)  Guglielmo di Tiro, Historia rerum in partibus transmarinis gestarum.
- (LA)  Matthæi Parisiensis, monachi Sancti Albani, Chronica majora, vol I.
- (LA)  Matthæi Parisiensis, monachi Sancti Albani, Chronica majora, vol II.
- (LA)  Chartes de l'abbaye de Mores (Aube).
- (LA)  Obituaires de la province de Sens, Tome 2.
- (LA)  Chronique de Robert de Torigni, abbé du Mont-Saint-Michel, tome II.
- (LA)  Chartes de Montiérender, Collection des principaux cartularies du diocèse de Troyes, Tome IV (Paris, Troyes) ("Montiérender").
- (LA)  Monumenta Germaniae Historica, Scriptores, tomus IX.
- (LA)  Monumenta Germaniae Historica, Scriptores, tomus XIII.
- (LA)  Monumenta Germanica Historica, tomus XXIII.
- (LA)  Monumenta Germaniae Historica, Scriptores, tomus XXV.
- (LA)  Ordericus Vitalis, Historia Ecclesiastica, vol. II.
- (LA)  Ordericus Vitalis, Historia Ecclesiastica, vol. unicum.
- (LA)  Orderici Vitalis, Eccleasiasticae historiae, libri tredecim, tomus III.
- (LA)  Historia Hierosolymitanae Expeditionis.
- (EN)  Chronicle of the Kings of England: From the Earliest Period to the Reign, of king William's children.
- (LA)  Historiæ Normannorum Scriptores Antiqui.

### Letteratura storiografica
- Louis Halphen, La Francia: Luigi VI e Luigi VII (1108-1180), in «Storia del mondo medievale», cap. XVII, vol. V, 1999, pp. 705–739
- Eleanor Costance Lodge, Il movimento comunale specialmente in Francia, in «Storia del mondo medievale», cap. XVIII, vol. V, 1999, pp. 740–775
- Frederick Maurice Powike, I regni di Filippo Augusto e Luigi VII di Francia, in «Storia del mondo medievale», cap. XIX, vol. V, 1999, pp. 776–828